# Rajko Mitić
Rajko Mitić (serb. Рајко Митић, ur. 19 listopada 1922 w Dolacu, zm. 29 marca 2008 w Belgradzie) – jugosłowiański piłkarz narodowości serbskiej występujący na pozycji napastnika, reprezentant Jugosławii w latach 1946–1957, dwukrotny medalista olimpijski, trener piłkarski.

## Życiorys
W reprezentacji Jugosławii rozegrał 59 meczów i strzelił 32 gole (34-krotnie będąc jej kapitanem). W czasie swojej piłkarskiej kariery reprezentował barwy zespołu Košutnjaka (1937–1938), BSK Belgrad (1938–1944) oraz Crvenej zvezdy, dla której w latach 1945–1958 strzelił 262 gole w 572 meczach, stając się pierwszą z wielkich legend belgradzkiego klubu.
Jeszcze w czasie trwania swojej kariery piłkarskiej Mitić współpracował z jugosłowiańskimi czasopismami sportowymi, m.in.: „Sport” i „Tempo”. Do końca życia był związany był z zespołem Zvezdy, w której działał zarówno jako członek zarządu (dwukrotnie był wiceprezydentem klubu), jak i wolontariusz. Ogromna rola, jaką odegrał w historii belgradzkiego klubu, została nagrodzona zaliczeniem Miticia do grona najwybitniejszych postaci – grona zwanego Zvezdina zvezdy. Był jednym z najbardziej lubianych jugosłowiańskich piłkarzy – cenionym nie tylko za wyjątkowe umiejętności piłkarskie, ale przede wszystkim za swoją postawę na boisku i poza nim.
Karierę piłkarską rozpoczynał jako niespełna 16-letni chłopiec w zespole Košutnjak w maju 1938. Wkrótce przeniósł się do stołecznego zespołu BSK, w którym najpierw świętował sukcesy juniorskie (mistrzostwo kraju), a następnie zadebiutował w dorosłej piłce. Debiut wypadł wyjątkowo okazale – Mitić zdobył w nim 5 bramek. Świetnie zapowiadającą się karierę zahamował wybuch II wojny światowej. W czasie działań wojennych los zetknął go z duetem Predrag Dzajić – Jovan Jezerković (walczyli w jednym oddziale), z którymi w marcu 1945 wybiegł w pierwszym meczu nowo powstałego zespołu Crvenej zvezdy Belgrad.
Jako kapitan przez niemal 14 lat prowadził zespół Zvezdy na boisku. Poprowadził belgradzką drużynę do pięciu mistrzowskich tytułów i czterech triumfów w krajowym pucharze (w tym trzech z rzędu). Szczególnie w pamięć Miticia zapadło pierwsze zwycięstwo w rozgrywkach o mistrzostwo kraju, gdy Crvena zvezda odrobiła straty do prowadzącego Dinamo w trzech ostatnich kolejkach i wyprzedziła rywali lepszym stosunkiem bramek (różnica na korzyść Crvenej wyniosła 0,018).
Mitić uchodził za niezwykle sprawnego gracza i tylko raz w karierze zdarzył mu się dłuższy rozbrat z futbolem – po operacji stawu kolanowego. Karierę zakończył 29 listopada 1958 r. po kolejnym triumfie w pucharze kraju. Odejście 36-latka na sportową emeryturę odbyło się przy owacji na stojąco fanów zgromadzonych w kompleksie rekreacyjnym na wzgórzu Topčider (Topčidersko Brdo).
Był szczególnym typem kapitana i przywódcy. W pamięci kibiców zapisał się m.in. dwiema decyzjami boiskowymi. Po raz pierwszy, gdy polecił swemu bliskiemu przyjacielowi z zespołu Crvenej, Branko Stankoviciowi, udać się do szatni za niewłaściwe zachowanie na placu gry i po raz drugi, gdy w czasie meczu z Hajdukiem w Splicie (07.04.1957 r.) nakazał całej drużynie Zvezdy opuścić murawę (po tym, jak Bora Kostić został trafiony kamieniem rzuconym z trybun stadionu). To drugie zdarzenie miało miejsce w 71 minucie spotkania, przy stanie 1:1. Komisja dyscyplinarna jugosłowiańskiej federacji zawiesiła na miesiąc niemal wszystkich graczy Zvezdy (poza Kosticiem i Bearą), ale władze klubu nie zdecydowały się wnosić apelacji. Mitić stał się dla fanów belgradzkiej drużyny żywym symbolem.
W reprezentacji Rajko Mitić debiutował w 1946 r. Pierwszego gola zdobył w pojedynku z Czechosłowacją w Pradze (09.05.1946 r.), a mecz zakończył się zwycięstwem Jugosłowian 2:0. W czasie całej swojej reprezentacyjnej kariery (lata 1946–1957) zdobył 32 bramki, w tym trzykrotnie zaliczył hat-trick (przeciwko Duńczykom w 1950 r., przeciwko Hindusom dwa lata później i w 1953 r. przeciwko Walijczykom). Ale, jego zdaniem, najważniejsze trafienie w barwach narodowych zaliczył w 1954 r. w Belgradzie – zwycięska bramka Miticia w starciu z Anglikami na trwałe wpisała się w historię piłki nożnej w Jugosławii.
Mitić dwukrotnie sięgał po olimpijskie srebro (Londyn 1948 oraz Helsinki 1952). Był kapitanem jednej z najwspanialszych drużyn przełomu lat 40. i 50. XX wieku – olimpijskiej reprezentacji Jugosławii, w składzie której brylowali Beara, Stanković, Crnković, Čajkovski, Horvat, Boskov, Ognjanov, Mitić, Vukas, Bobek, Zebec. Oba mecze przeciwko ZSRR były w tym okresie szczególnym wydarzeniem dla Jugosławii.
Zdecydowanie mniej szczęśliwe były dla Miticia udziały w finałowych turniejach MŚ. W 1950 r., wychodząc na słynną Marakanę w Rio de Janeiro przed spotkaniem z gospodarzami turnieju, gwałtownie uniósł głowę i uderzył nią w metalową pokrywę. Spore rozcięcie i krwawienie mu towarzyszące udało się zatamować dopiero po kilkudziesięciu minutach. Na boisku Mitić pojawił się w drugiej połowie.
W latach 1960–1966 Rajko Mitić pełnił funkcję szkoleniowca Crvenej zvezdy, by następnie dowodzić kadrą Jugosławii (od 23.04.1966 r. do 18.11.1970 r.). Jego największym sukcesem jako trenera kadry było srebro w Meksyku w 1968 r. Zespołem na boisku rządził wielki następca Miticia w barwach Zvezdy, Dragan Džajić.
Od grudnia 2014 jest patronem stadionu Crvenej zvezdy.